# Cultura de Noruega

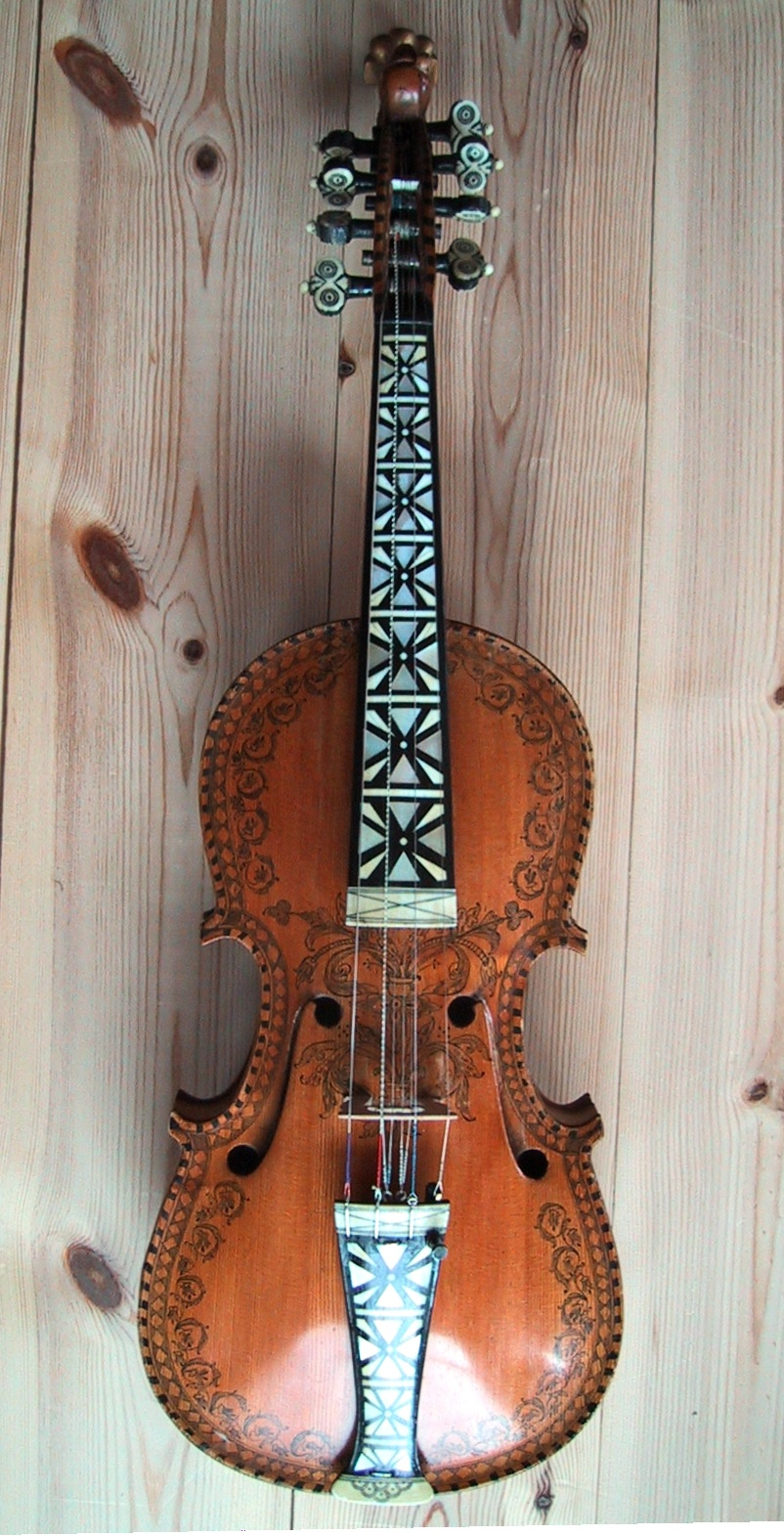
Violín Hardanger noruego.

La cultura noruega debería ser entendida dentro del contexto de su historia y su geografía. La Cultura Rural noruega de características únicas, ha resultado no solo de los escasos recursos disponibles y del duro clima reinante, sino también de Antiguas Leyes de propiedad noruegas que sustentan un carácter único aunque visible en ese país hoy. Esta característica resultó de un fuerte movimiento nacionalista romántico noruego en el siglo XVIII que está presente hoy en día en su idioma y medios. 

## Arquitectura
Tradicionalmente en Noruega se ha construido utilizando madera dada su abundancia, y los escaso de la población. En efecto a comienzos del siglo XXI los edificios modernos más interesantes son construidos de madera, lo que evidencia el importante atractivo que este material tiene sobre los diseñadores y constructores noruegos.
A comienzos de la Edad Media (a partir del siglo XI), se construyeron numerosas capillas de madera por toda Noruega. Muchas de ellas se han conservado hasta la actualidad y son una de las contribuciones más importantes de Noruega a la historia de la arquitectura. Un buen ejemplo es la Iglesia de madera en Urnes que se encuentra en la lista del Patrimonio Mundial de UNESCO. Otro ejemplo notable de arquitectura en madera es el Bryggen (embarcadero) en Bergen, que se compone de una hilera de estrechas estructuras de madera a la vera de los muelles.

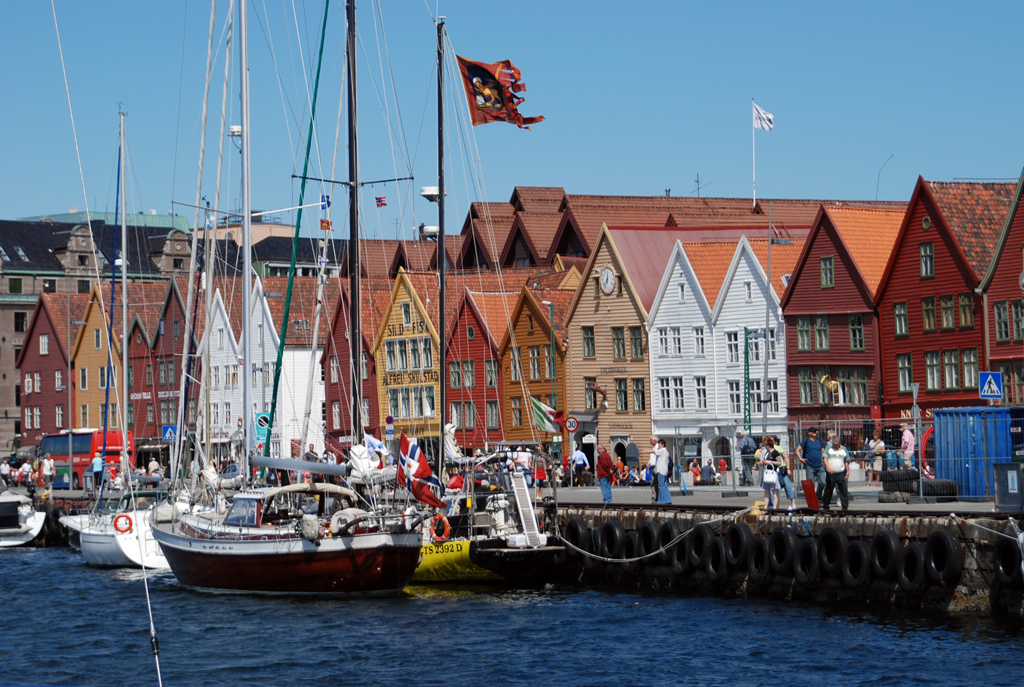
Barrio histórico de Bryggen en Bergen.

Durante el siglo XVII, durante la monarquía de Dinamarca, se fundaron ciudades tales como Kongsberg con su iglesia barroca y Røros con sus edificios construidos de madera.
Luego que en 1814 se disolviera la unión entre Noruega y Dinamarca, Oslo se convierte en capital. El arquitecto Christian H. Grosch diseñó las partes más antiguas de la Universidad de Oslo, la Bolsa de Comercia de Oslo, y muchos otros edificios e iglesias. 

## Arte
El pintor expresionista Edvard Munch es el artista noruego más famoso en una larga tradición artística que incluye a modernistas como Gunnar S. Gundersen y pintores del período romántico como Adolph Tidemand, Hans Gude, y J.C. Dahl.
Noruega ha sido la escena principal del desarrollo del black metal, mayor exportación cultural del país. Algunas de las principales bandas son: Mayhem, Burzum, Darkthrone, Emperor, Immortal, Satyricon, Gorgoroth, entre otras.

## Tradiciones culturales
El país escandinavo mantiene muchas de sus tradiciones culturales, y muchos de sus habitantes se atavían con trajes típicos en bodas y eventos. También son populares los bailes y canciones seculares, así como los cuentacuentos.
Uno de los relatos folclóricos menos difundidos de Noruega es el "Castillo de Soria Moria".

## Música
Junto con la música clásica del compositor romántico Edvard Grieg y la música moderna de Arne Nordheim, el "Black Metal noruego" se ha convertido en años recientes en un producto de exportación cultural.
Entre los músicos noruegos que tocan música clásica se destacan Leif Ove Andsnes, un pianista de renombre mundial, y Truls Mørk, un virtuoso chelista.
Existe una importante producción de jazz en Noruega de la mano de artistas tales como Jan Garbarek, Mari Boine, Arild Andersen, y Bugge Wesseltoft , mientras que Paal Nilssen-Love, Supersilent, Jaga Jazzist, y Wibutee son artistas de nivel mundial de la generación joven.
Noruega posee una fuerte tradición de música folclórica que goza de popularidad. Entre los músicos folclóricos más destacados se cuentan los violinistas Hardanger Andrea Een, Olav Jørgen Hegge, Vidar Lande y Annbjørg Lien, el violinista Susanne Lundeng, y los vocalistas Agnes Buen Garnås, Kirsten Bråten Berg, y Odd Nordstoga.
Noruega es uno de los países que más sigue el Festival de la Canción de Eurovisión, concurso que ganó en tres ocasiones (1985 con Bobbysocks, 1995 con Secret Garden y 2009 con Alexander Rybak). Aurora Aksnes (Stavanger, 15 de junio de 1996), conocida monónimamente como AURORA, es una cantante y compositora noruega. Su primer extended play, Running with the Wolves, fue lanzado por Decca Records en mayo de 2015,[1] y con este recibió la aprobación mayoritaria por parte de los blogs musicales y de la prensa estadounidense. Más tarde ese año le puso música a un anuncio navideño de la tienda John Lewis, haciendo una versión de la canción «Half the World Away» de la banda británica Oasis, la cual sería incluida en la edición «de lujo» de su álbum debut, All My Demons Greeting Me as a Friend (lanzado el 11 de marzo de 2016). Desde este, la cantante continuaría su evolución musical hasta su siguiente producción, Infections of a Different Kind (Step 1), que vio la luz en septiembre de 2018.La televisión noruega elige a su representante en el certamen de música mediante un festival llamado Melodi Grand Prix, el programa de mayor audiencia anual en Noruega. 
La banda más importante de este país fue la banda de new wave A-ha ya que tuvieron gran éxito mundial.
Durante los años 90 surgió un movimiento musical y contracultural conocido como "True Norwegian Black Metal" (en inglés "Auténtico Black Metal Noruego") famoso por la importante trascendencia musical, temática y estética dentro del género de las bandas que se incluyeron en el mismo, especialmente las bandas que formaron parte del Inner Circle. El denominado "auténtico black metal noruego" se caracteriza musicalmente por melodías extrañas, frías, desoladas, sombrías y a veces épicas, todo lo cual hace que sea un sonido muy rico en atmósfera. En cuanto a las letras, suelen hablar sobre odio, oscuridad, satanismo, paganismo, misantropía y mitología escandinava, entre otros temas. 
Sin embargo, esta escena musical también alcanzó gran trascendencia debido a diversos casos en los que auspició, promovió o se vio envuelta en sucesos de trascendencia criminal, como la quema de unas 50 iglesias, algunas de importancia artística e histórica y por otros casos violentos, ya fuesen suicidios o asesinatos que involucraban a algunos miembros de esas bandas de Black Metal. El encarcelamiento de varios de estos músicos, llevó a la disolución del movimiento Inner Circle hacia 1993, aunque siguieron produciéndose fenómenos violentos similares tiempo después.
Fueron grupos como Mayhem, Burzum, Darkthrone, Emperor, Immortal, Enslaved y Arcturus, creadores del Inner Circle, los que tomaron los conceptos de minimalismo instrumental, voz gutural rasgada y el blast beat de la batería, que los convirtieron en el camino a seguir para el resto de grupos de Black Metal noruego e internacional.
Hay una segunda generación de black metal noruego no relacionadas con el Inner Circle, que además incluyen más elementos musicales, instrumentos y fusiones con otros estilos: Satyricon, Ulver, Limbonic Art, Dimmu Borgir, Old Man's Child y Borknagar compondrían esta segunda ola de black metal noruego. Una tercera generación estaría formada por Gehenna, Armagedda, Dødheimsgard, God Seed, Keep of Kalessin, entre otros.

## Gastronomía

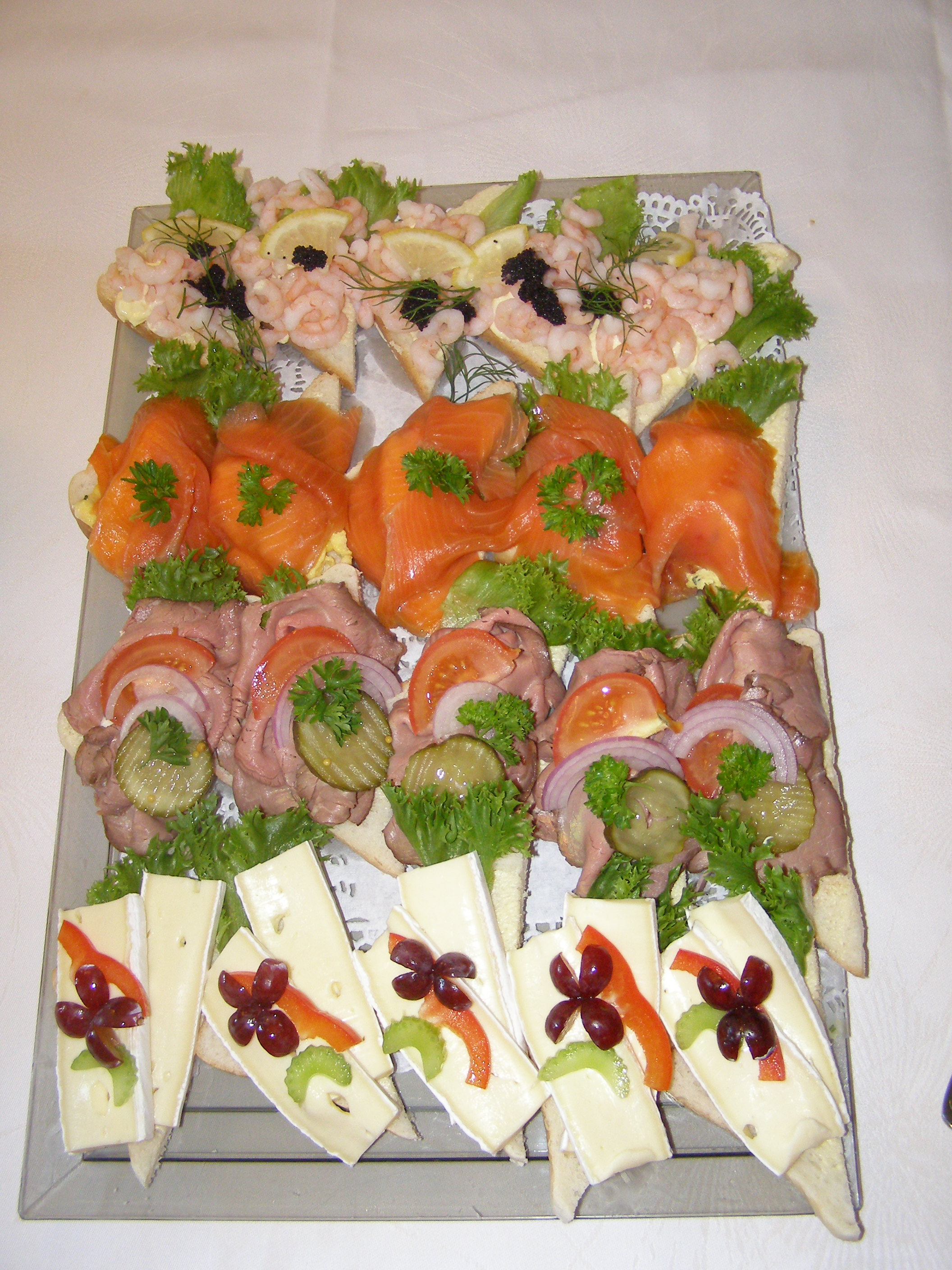
Smørbrød, sándwiches tipo canapé de Noruega.

Las tradiciones culinarias de Noruega tienen la influencia de tradiciones arraigadas en el mar y la agricultura. Entre los ingredientes utilizados se destacan el salmón (fresco y curado), el arenque (como pickle o marinado), la trucha, el bacalao, y otros frutos de mar, complementados con queso, productos lácteos y excelentes panes (predominantemente oscuro). Lefse es un tipo de pan chato noruego muy popular a base de trigo o papa, que se consume para la época de Navidad. Entre los platos famosos noruegos se encuentran lutefisk, smalahove, pinnekjøtt, Krotekake, Kompe y fårikål.

## Personajes famosos
Noruega ha logrado ser la cuna de artistas tan relevantes como el pintor Edvard Munch, el compositor Edvard Grieg, los matemáticos Caspar Wessel y Niels Henrik Abel, el escultor Gustav Vigeland, el dramaturgo Henrik Ibsen, los exploradores Fridtjof Nansen (premio Nobel de la Paz), Roald Amundsen y Oscar Wisting, la cantante Girl in Red y el famoso youtuber de doble nacionalidad, noruega y española, elrubiusOMG. También ha aportado al mundo tres premios Nobel de Literatura: Bjørnstjerne Bjørnson, Sigrid Undset y Knut Hamsun. Además de contar con el campeón mundial de ajedrez, Magnus Carlsen, También el músico de Black Metal Noruego "Øystein Aarseth" (Euronymous) de la banda de Black Metal "Mayhem".